# ديك جيوردانو
ديك جيوردانو (بالإنجليزية: Dick Giordano)‏ هو فنان قصص مصورة أمريكي، ولد في 20 يوليو 1932 في مانهاتن في الولايات المتحدة، وتوفي في 27 مارس 2010 في مقاطعة فولوسيا في الولايات المتحدة بسبب ذات الرئة.

## وصلات خارجية
- الموقع الرسمي
- ديك جيوردانو على موقع IMDb (الإنجليزية)
- ديك جيوردانو على موقع قاعدة بيانات الفيلم (الإنجليزية)